# سنگ‌های غلتان
سنگ‌های غلتان نام یک کتاب ادبی است که توسط او. هنری، نویسندهٔ اهل ایالات متحده آمریکا نوشته شده‌است.